# Bertrand (Missouri)
Pour les articles homonymes, voir Bertrand.
Bertrand est une ville située dans le comté de Mississippi dans l'État du Missouri aux États-Unis. La population s'élevait à 821 habitants lors du recensement de 2010.